# Comitato Olimpico Serbo
Il Comitato olimpico serbo (srb. Олимпијски комитет Србије, Olimpijski komitet Srbije) è un'organizzazione sportiva serba, fondata nel 1910 a Belgrado, Serbia.
Rappresenta questa nazione presso il Comitato Olimpico Internazionale (CIO) dal 1912 ed ha lo scopo di curare l'organizzazione ed il potenziamento dello sport in Serbia e, in particolare, la preparazione degli atleti serbi, per consentire loro la partecipazione ai Giochi olimpici. Il comitato, inoltre, fa parte dei Comitati Olimpici Europei. L'attuale presidente dell'organizzazione è Vlade Divac, mentre la carica di segretario generale è occupata da Djordje Visacki.
Nel 1910 sostituì il precedente Circolo Olimpico Serbo ; due anni dopo, il neonato comitato serbo venne riconosciuto dal CIO ed ha potuto inviare una delegazione alle Olimpiadi di Stoccolma.